# 源栄
源栄（げんえい 1551年（天文20年） - 1633年（寛永10年）11月10日）は、安土桃山時代から江戸時代初期の浄土宗の僧。星蓮社暁誉を号す。俗姓や出自は不明だが、徳川家康に気に入られ、数々の寺の開山を務めた。源栄と家康の仲は親しいものであったらしく、駄洒落のやり取りをした記録や、数奇者として知られる源栄に茶器七種を下賜した記録が残る。

## 来歴
若い頃は三河国大樹寺（現愛知県岡崎市鴨田町）で修行をしていた。この頃、徳川家康との面識を作る。
その後、相模国鎌倉郡岩瀬村（現神奈川県鎌倉市岩瀬）の大頂寺（後の大長寺）に移り慈昌（観智国師）の弟子として修行を積んだ。
1584年（天正12年）慈昌が増上寺の法主と移るにあたり、大頂寺第四代の住職となる。
1590年（天正18年）、豊臣秀吉による小田原征伐が始まる。源栄は徳川家康の内命を受け、龍宝寺の住職良達と協力し玉縄城の開城交渉を行う。玉縄城の城主北条氏勝は大頂寺を菩提寺としていた事もあり開城に応じた。
小田原征伐終結後、関東に移封された家康は付近で鷹狩りを行う際にたびたび大頂寺を訪れ、源栄の講釈を聞いた。この頃、家康の命により大頂寺を大長寺に改名する（以降は「大長寺」と称す）。また、寺領を玉縄岡本村から、大長寺門前に替地してもらう。
1603年（慶長8年）、高座郡座間宿（現、神奈川県座間市座間）の領主、内藤清成に請われ宗仲寺の開山となる。なお、宗仲寺は清成の実父、竹田宗仲の菩提を弔うために建立されたものだが、宗仲の没年が1606年であることから、誤伝の可能性も指摘されている。
1608年（慶長13年）、浄土宗と日蓮宗が宗論を行った際、本多正純と共に奉行を務めた（慶長宗論）。
1611年（慶長16年）貞宗院（西郷局の母、徳川秀忠の祖母）の遺言により貞宗寺の開山を務め、以降大長寺の住職と兼務する。
同年11月、家康が藤沢宿に宿泊した際、源栄を呼び銀100枚を下賜される。
その後も家康は江戸城や駿府城に源栄を呼び講釈を受け、修学料300石を与えた。
1614年（慶長19年）、かつて修行した大樹寺の住職となる。大樹寺の住職時代に浅草の正覚寺（現：榧寺）の中興開山となる。
1616年(元和2年）4月6日、駿府に呼ばれ、家康の遺言を受ける。
1618年（元和4年）、病に罹り大樹寺の住職を辞し、宗仲寺に退隠する。
1633年（寛永10年）11月10日 死去。享年83。

## 墓所
宗仲寺境内にある「六字名号碑」が源栄の供養塔と伝わる。1968年（昭和44年）6月24日に座間市の市指定重要文化財に指定された。